# Михаил Ясит
Михаил Ясит (на гръцки: Μιχαήλ Ίασίτης; на латински: Mikhael Iasites;† 15 март сл. 1117) е византийски аристократ от фамилията Ясит, зет на император Алексий I Комнин. Роден със светското име Михаил, той завършва живота си като монах с името Атанасий.
Михаил Ясит е син на протопроедъра и препозит за молбите Константин Ясит. Майка му е дъщеря от първия брак на севаста Константин Керуларий, който се падал племенник на патриарх Михаил Керуларий от неговия брат, самоубил се след заговора от лятото на 1040 г., целящ да свали император Михаил IV и да постави на престола бъдещия патриарх Михаил Керуларий. Това поставя Михаил Ясит в роднински връзки с родовете на Макремволитите, Диогените и Дука.
Михаил Ясит се жени за багренородната Евдокия Комнина (* 14 януари 1094; † ок. 1130/1131), дъщеря на византийския император Алексий I Комнин († 1118) и Ирина Дукина († 1123/1133). Тя е сестра на византийския император Йоан II Комнин и на Анна Комнина.
Двамата имат две деца:
- Алексий Ясит (* 1112/1115; † 17 март)[8]
- дете, според някои – дъщеря на име Ирина Яситина, омъжена за Лъв Рогерий.[8]

В хрониката на Йоан Зонара се споменава, че императрица Ирина била подразнена от високомерното поведение на зет си, който не се отнасял към дъщеря ѝ подобаващо за една багренородна принцеса и често наскърбявал самата императрица, поради което по време на едно боледуване на дъщеря ѝ императрица Ирина принудила Евдокия да се замонаши и изгонила зет си от двореца.
След раздялата с Евдокия Михаил Ясит приема монашество под името Атанасий. С това монашеско име той е споменат в т.нар. Поменик на семейството на императрица Ирина Дукина, поместен в литургичния типик на манастира Христос Филантроп. В този документ е посочен и денят на смъртта му – 15 март. Фактът, че паметта му е почетена в устава на манастира, основан от императрица Ирина, показва, че по някое време безотговорното поведение на Михаил Ясит е било забравено и той е намерил достойно място в императорското семейство като зет на императора.

### Цитирана литература
- Златарски, Васил (1972) [1934]. История на българската държава през средните векове, Т. II. България под византийско владичество (1018 – 1187) (2-ро фототипно издание). София: Наука и изкустов, http://www.promacedonia.org/vz2/vz2_2_4.htm
- Cawley, C. (2016). Chapter 12. Iasites. Byzantium, Nobility (version 3.1). – Medieval Lands, 23 март 2016, архив на оригинала от 2 май 2019, https://web.archive.org/web/20190302152414/http://fmg.ac/Projects/MedLands/BYZANTINE%20NOBILITY.htm#IasitesMEvdokiaKomnene, посетен на 2 май 2019
- ((en)) Kazhdan, Alexander (ed) (1991). The Oxford Dictionary of Byzantium. Oxford and New York: Oxford University Press, ISBN 0-19-504652-8, COBISS.BG-ID: 1107246820, https://archive.org/details/odb_20210521/mode/2up
- ((fr)) Kouroupou, Matoula; Vannier, Jean-François (2005). Commémoraisons des Comnènes dans le typikon liturgique du monastère du Christ Philanthrope (ms. Panaghia Kamariotissa 29). – Revue des études byzantines (63),  41 – 69, doi:10.3406/rebyz.2005.2305, https://www.persee.fr/doc/rebyz_0766-5598_2005_num_63_1_2305
- ((fr)) Skoulatos, Basile (1980). Les personnages byzantins de l'Alexiade: Analyse prosopographique et synthèse. Louvain-la-Neuve: Nauwelaerts, https://books.google.bg/books/about/Les_personnages_byzantines_de_l_Alexiade.html?id=bjSaoAEACAAJ&redir_esc=y
- ((fr)) Vannier, Jean-François (1998). Notes généalogiques byzantino-géorgiennes, In: Laiou, Angeliki E., et al. (eds). ΕΥΨΥΧΙΑ. Mélanges offerts à Hélène Ahrweiler, 1-2 (online). Éditions de la Sorbonne, doi:https://doi.org/10.4000/books.psorbonne.4251, ISBN 978-2-85944-344-3, chapter-DOI:10.4000/books.psorbonne.4308, https://books.openedition.org/psorbonne/4308
- ((el)) Varzos, Konstantinos (1984). Η Γενεαλογία των Κομνηνών, A. Thessaloniki: Centre for Byzantine Studies, University of Thessaloniki, OCLC 834784634, архив на оригинала от 11 април 2019, https://web.archive.org/web/20190401112856/https://www.kbe.auth.gr/sites/default/files/bkm20a1.pdf